# María Asen de Bulgaria
María Asen de Bulgaria fue una princesa  y zarina consorte búlgara. Fue la consorte del zar Mitso Asen de Bulgaria.
Era la hija del zar Iván Asen II de Bulgaria y la emperatriz Irene Comneno Ducas. A través de su madre, era una nieta de Teodoro Comneno Ducas. También fue la madre del emperador búlgaro Iván Asen III de Bulgaria y de la zarina Kira María Asen, que se casó con el zar Jorge I de Bulgaria.